# Badminton-Ozeanienmeisterschaft 2016
Die Badminton-Ozeanienmeisterschaft 2016 fand vom 25. bis zum 28. April 2016 in Papeete auf Tahiti statt. Es war die 11. Austragung dieser Kontinentalkämpfe im Badminton in Ozeanien.

## Medaillengewinner
| Disziplin    | Gold                          | Silber                        | Bronze                           |
| ------------ | ----------------------------- | ----------------------------- | -------------------------------- |
| Herreneinzel | Ashwant Gobinathan            | Rémi Rossi                    | Anthony Joe                      |
| Herreneinzel | Ashwant Gobinathan            | Rémi Rossi                    | Nathan Tang                      |
| Dameneinzel  | Wendy Chen                    | Joy Lai                       | Tiffany Ho                       |
| Dameneinzel  | Wendy Chen                    | Joy Lai                       | Jennifer Tam                     |
| Herrendoppel | Matthew Chau Sawan Serasinghe | Leo Cucuel Rémi Rossii        | Daniel Fan Simon Leung           |
| Herrendoppel | Matthew Chau Sawan Serasinghe | Leo Cucuel Rémi Rossii        | Anthony Joe Pit Seng Low         |
| Damendoppel  | Tiffany Ho Jennifer Tam       | Gronya Somerville Melinda Sun | Aurelie Boutin Chloé Segrestan   |
| Damendoppel  | Tiffany Ho Jennifer Tam       | Gronya Somerville Melinda Sun | Miriau Prununosa Julie Segrestan |
| Mixed        | Robin Middleton Leanne Choo   | Anthony Joe Joy Lai           | Leo Cucuel Aurelie Boutin        |
| Mixed        | Robin Middleton Leanne Choo   | Anthony Joe Joy Lai           | Simon Leung Tiffany Ho           |